# Masken-Stechrochen
Der Masken-Stechrochen (Neotrygon leylandi, Syn.: Dasyatis leylandi) ist eine Stechrochenart und lebt vor den Küsten des nördlichen Australiens sowie den Südküsten von Indonesien und Papua-Neuguinea.

## Taxonomie
Die Art scheint sich in zwei unterschiedliche Populationen zu teilen. Im Verbreitungsgebiet westlich der Torres-Straße findet sich keine oder eine helle Fleckung, Grundfarbe und Scheibenform variieren dort zudem. Östlich der Torres-Straße herrscht dagegen eine dunkle Fleckung vor.

## Merkmale
Der Masken-Stechrochen hat eine rautenförmige Brustflossen-Scheibe und erreicht Breiten von etwa 30 cm bei Weibchen, etwa 25 cm bei Männchen.

## Lebensweise
Der Rochen lebt küstennah im Flachwasser, aber auch in Tiefen bis 75 m. Dort jagt er hauptsächlich Krustentiere, gelegentlich auch Ringelwürmer, Echte Knochenfische und Weichtiere. Er ist ovovivipar mit Würfen von ein bis zwei Jungtieren, die bei der Geburt eine Scheibenbreite von neun bis elf Zentimetern haben.
Er wird regelmäßig von australischen Fischern als Beifang eingebracht und wieder ins Meer geworfen. Ob die Tiere dies überleben, ist nicht bekannt. Allgemein wird sein Lebensraum stark befischt, es gibt aber auch geschützte Rückzugsgebiete, wie den Great Barrier Reef Marine Park im östlichen Verbreitungsgebiet. Die IUCN stuft ihn vorläufig, unter der Voraussetzung, dass es sich nur um eine einzige Art handelt (siehe Taxonomie), als NT (gering gefährdet) ein.